# Artūrs Dimiters
Artūrs Dimiters (født 17. april 1915 i Vitebsk i Guvernement Vitebsk, død 1. november 1986 i Riga i Lettiske SSR) var en lettisk/sovjetisk skuespiller.
Dimiters tog undervisning i skuespil ved at deltage i private kurser fra 1933. Fra 1935 til 1940 arbejdede han periodevis ved Valmiera Teater (på det tidspunkt Nordletlands Teater). I 1936 og 1937 arbejdede han i sæsonen ved Liepāja Teater. Siden 1940 var Dimiters fast tilknyttet Dailes Teater som skuespiller. Dimiters har en omfattende filmografi, da han også deltog i mange spillefilm helt frem til sine sidste dage.
Dimiters var medlem af Letlands Teaterarbejder Union siden 1950. Han modtog ordenen Sovjetunionens mest hædrede scenekunstner i 1956 og Sovjetunionens folkets kunstner i 1983. Desuden modtog han Andrejs Pumpurs-prisen i 1981 og Eduards Smiļģis-prisen i 1986.
Artūrs Dimiters var gift to gange, første gang med malererinden Džemma Skulme, og siden med skuespillerinden Vija Artmane. Med sidstnævnte fik Dimiters to børn – musikeren Kaspars Dimiters og kunstnerinden Kristiāna Dimitere.